# Christoph Ludwig Motz

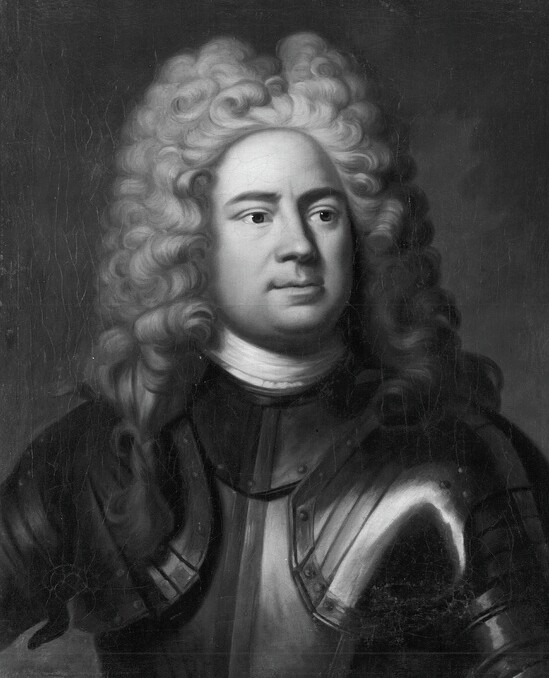
Christoph Ludwig Motz

Christoph Ludwig Motz (* 8. Dezember 1665 in Kassel; † 1742 in Bremen) war ein hessisch-bremischer Oberst.

## Leben

### Herkunft und Familie
Christoph Ludwig war ein Sohn des hessischen Kriegsrats Johann Christian Motz (1604–1683) und der Elisabeth Hombergk zu Vach (1631–1674). Er vermählte sich 1715 mit Lucie Margarethe Köhne, Tochter des Bremer Bürgermeisters Werner Köhne (1656–1737). Aus der Ehe ging ein Sohn hervor, Werner Christian Motz (1724–1801), Advokat in Bremen, der sich wiederum 1751 mit Marie Hüneke († 1757) vermählte. Dessen 1760 geborener Sohn Christian Ludwig wurde Prediger in Bremen, der 1761 geborene Heinrich Christian Motz wurde Jurist und Senator, und der 1762 geborene Werner Dethard wurde Arzt in Bremen. Werner Dethards Sohn war der Pädagoge Wilhelm Dethard Motz.

### Werdegang
Motz begab sich bereits 15-jährig, gegen die Vorsehung, aber dann doch mit Einwilligung der Eltern, in den hessischen Militärdienst. So wurde er 1681 Kadett bei der Leibgarde zu Fuß. Mit jeweils zwei Jahren Abstand avancierte er ebendort zunächst zum Führer und dann zum Sergeant. Mit dem oberrheinischen Kreis-Regiment nahm er 1687 am Feldzug nach Ungarn teil. 1690 stieg er im Schwerinischen Regiment zum Leutnant und 1692 zum Hauptmann auf. Im Jahre 1702 stand er als Major im hessen-kasselschen Füsilierregiment (Nr. 2), wo er 1704 zum Oberstleutnant befördert wurde und 1709 als Nachfolger von Oberst von Stückrad zum Oberbefehlshaber aufstieg.
Im spanischen Erbfolgekrieg geriet Motz während der Schlacht von Castiglione in Gefangenschaft, kam aber bald darauf wieder frei. Der Rat der Stadt Bremen ersuchte beim Landgrafen Karl von Hessen-Kassel um die Überlassung eines kriegserfahrenen Kommandanten, woraufhin Motz zur Besetzung dieses Amtes dispensiert wurde. Vom Jahr 1713 bis zu seinem Tod war er daraufhin als Oberst Kommandant der Reichsstadt Bremen.